# 83º Reggimento fanteria "Venezia"
L'83º Reggimento fanteria "Venezia" è stata un'unità militare del Regio Esercito Italiano.

## Storia
Il 1º novembre 1884 si forma la Brigata "Venezia" per la quale è costituito l'83º Reggimento Fanteria e l'84º Reggimento Fanteria.

## Insegne e Simboli dell'83º Reggimento fanteria "Venezia"
- Il reggimento indossava il fregio della fanteria del Regio Esercito (composto da due fucili incrociati con al centro un tondo riportante il numero 83º che indica il reggimento e sormontati da una corona).
- Le mostrine del reggimento erano rettangolari di colore rosso con banda centrale azzurra. Alla base della mostrina si trova la stella argentata a 5 punte bordata di nero, simbolo delle forze armate italiane.

## Onorificenze
L'83º Reggimento fanteria "Venezia" è decorato delle seguenti onoroficenze:

### Decorati
- Giuseppe Marini

## Motto del Reggimento
"Vi atque virtute" Il significato del motto del Reggimento è: "Con forza e con valore".

## Comandanti più noti
- Generale Raffaello Reghini
- Caporale maggiore Antonio "Donatello" Monni

## Persone legate al Reggimento
- Sardus Fontana
- Vasco Peloni